# Fàbrica d'indianes Formentí-Ortells
La fàbrica d'indianes Formentí-Ortells era un conjunt d'edificis situats als carrers de Sant Pere més Alt, Victòria i Sant Pere Mitjà de Barcelona, actualment desaparegut.

## Història

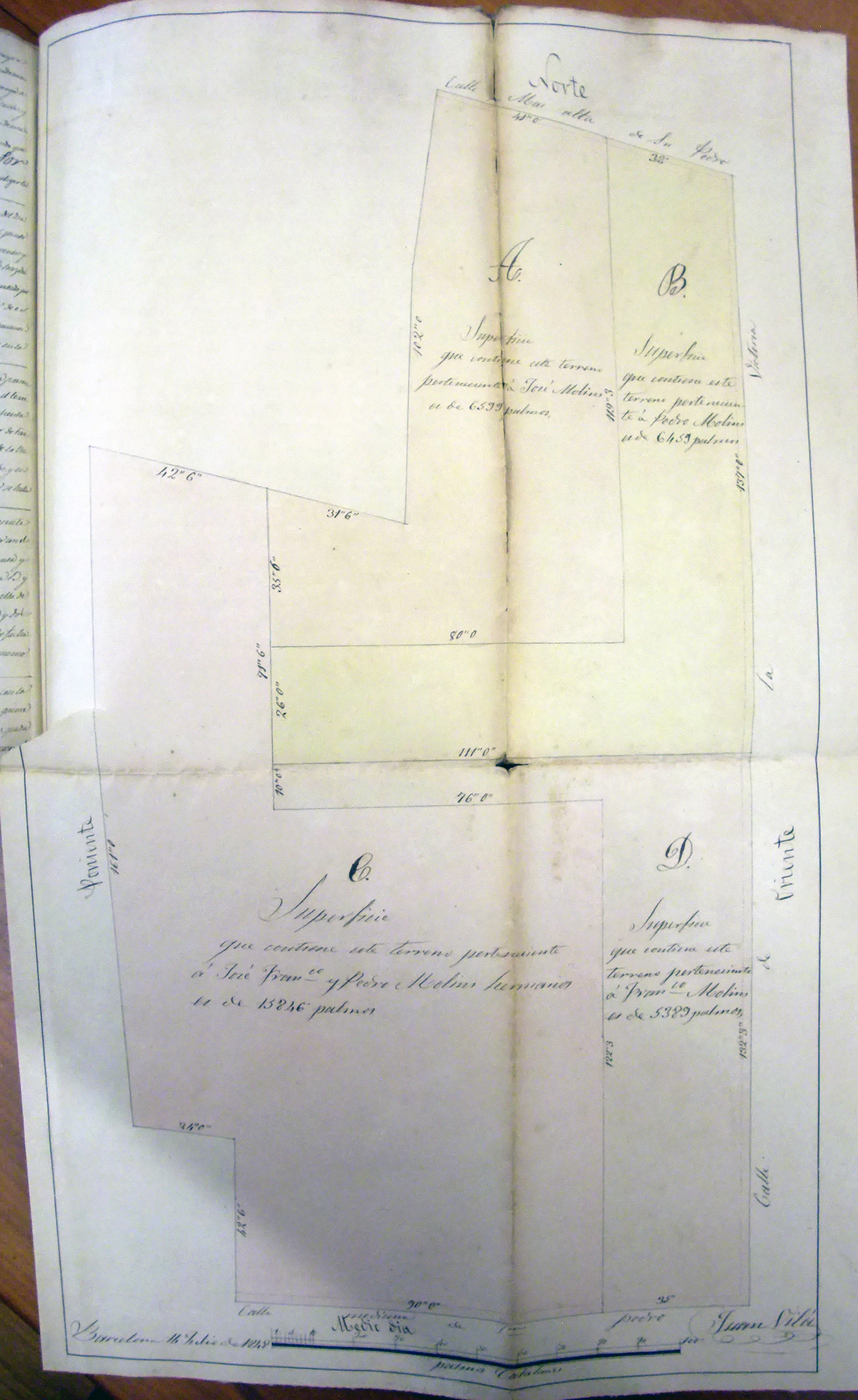
Repartiment de la finca entre els germans Molins. A: Josep, B: Pere, D: Francesc, C: Indivisa

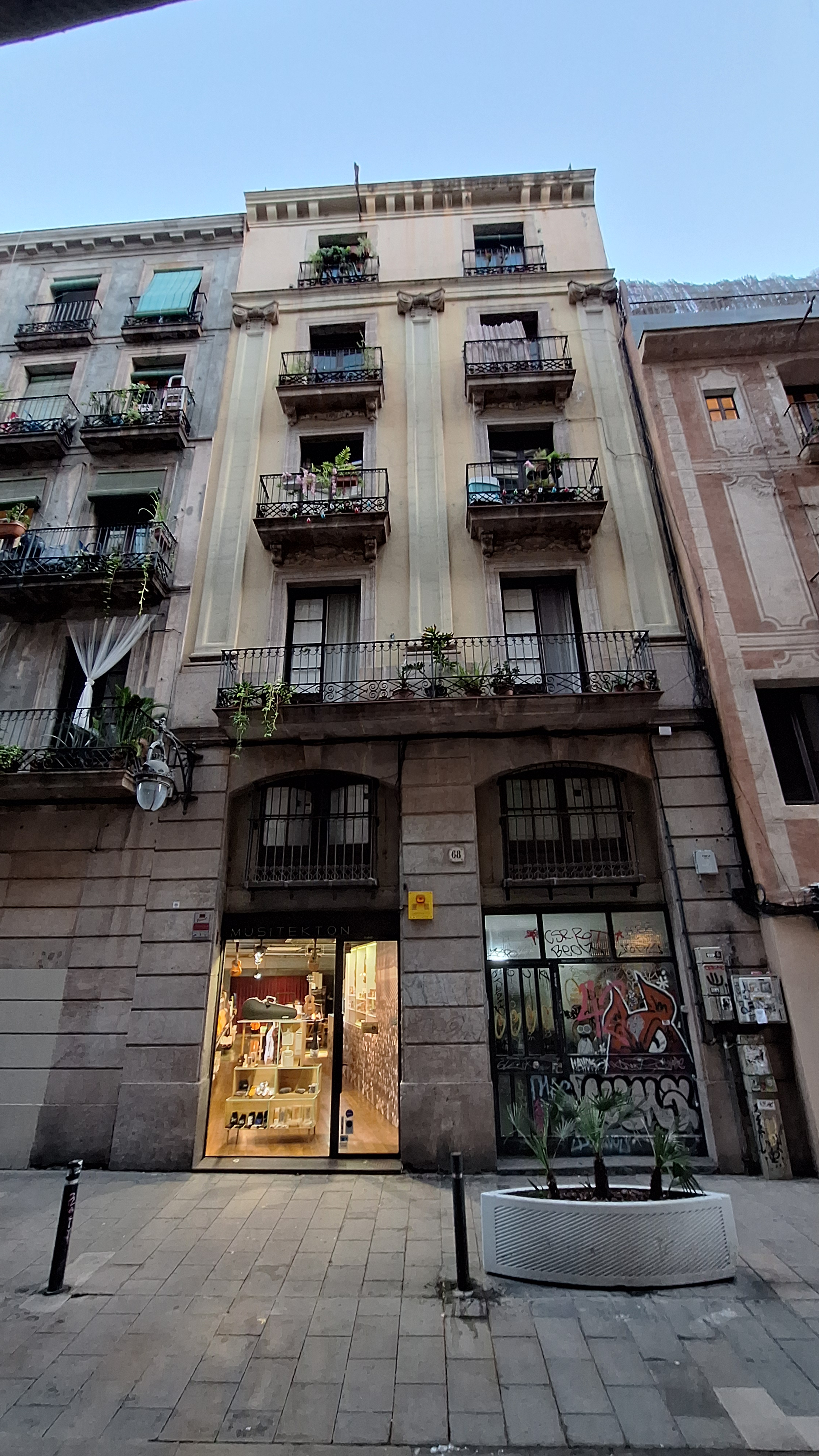
Sant Pere Més Alt, 68

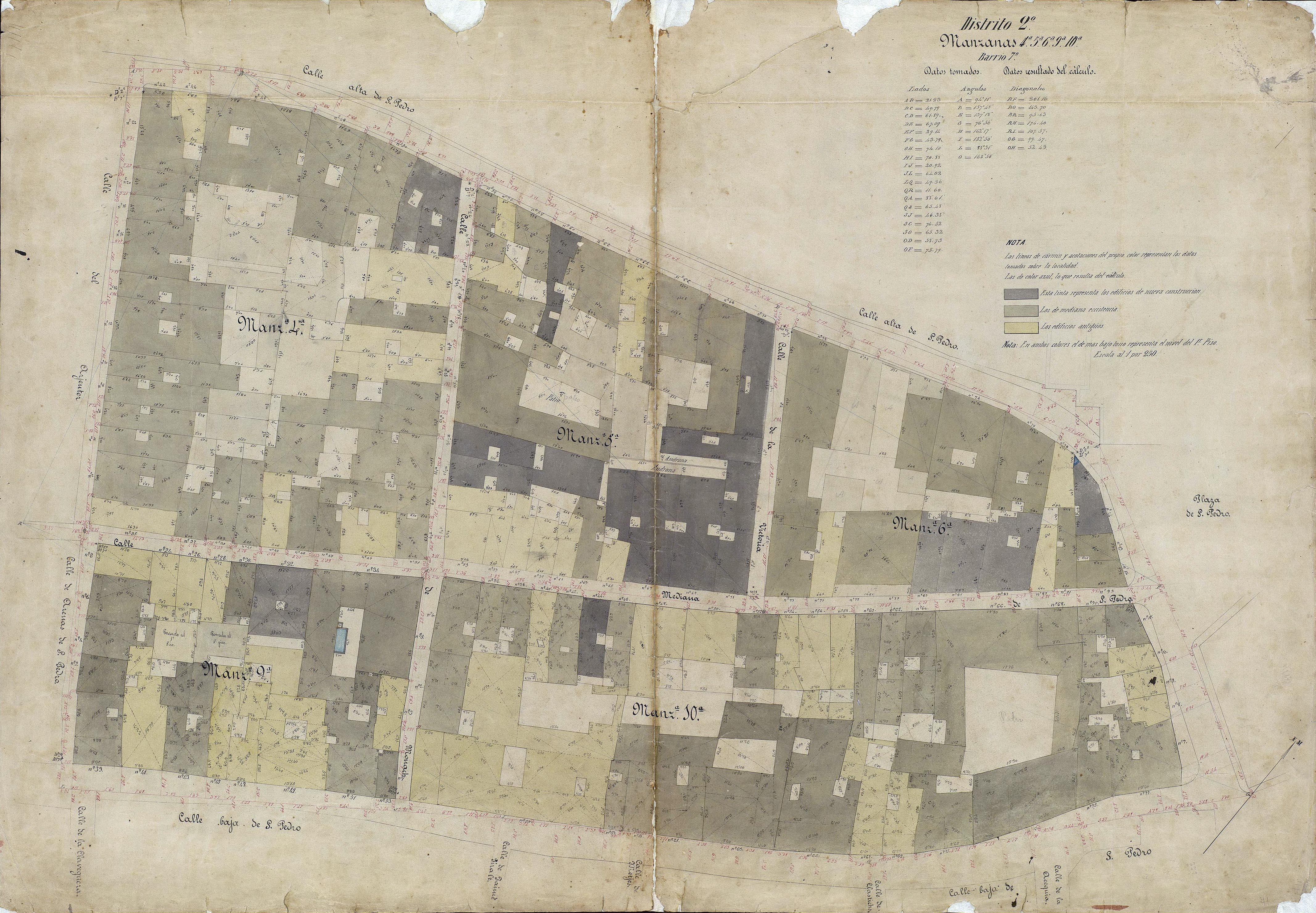
Quarteró núm. 40 de Garriga i Roca (c. 1860)

El 1747 es va fundar la fàbrica d'indianes de Joan Pongem i Cia, sota el patrocini de Sant Vicenç Ferrer, formada pel comerciant Joan Pongem, el mitger Josep Sabater i Llopis, el paraire Francesc Just i Vallès i el veler Miquel Formentí. Després de la separació de Pongem, el 1759 la societat va canviar de nom a Miquel Formentí i Cia. El 1762, els tres socis van adquirir en emfiteusi a la Cartoixa d'Escaladei unes cases amb hort als carrers de Sant Pere Més Alt i Mitjà, amb l'obligació d'invertir-hi en millores 2.000 lliures en el termini d'un any, i també compraren per 900 lliures una casa contigua, subhastada per ordre judicial. Per a establir-hi el prat de blanqueig, adquiriren el mateix any una peça de terra de dues mujades a la Verneda de Sant Adrià del Besòs.
Sabater va morir a finals del 1771, i un any després, ja repartits els beneficis, la seva vídua Maria Anglada i Francesc Just van vendre la seva part del prat i la fàbrica a Miquel Formentí. Tot seguit, renovaren la societat amb un capital de 94.005 lliures, de les quals 41.780 corresponien a Formentí, 36.557 lliures i 10 sous a la vídua de Sabater, i 15.667 lliures i 10 sous a Just. Miquel Formentí i el seu fill Miquel Josep Formentí i Ferran tenien una casa de comerç sota la raó Miquel Formentí i Fill, la qual va fer fallida el 1777. Aleshores, els comerciants Fèlix Prat i Francesc Alsina, representants de la massa de creditors, van pactar la continuació de la fàbrica amb l'entrada de Manuel Ortells i Bas com a nou soci administrador en substitució de Formentí. La nova societat Manuel Ortells i Cia, amb un capital de 80.000 lliures, tindria com a socis, a més dels ja esmentats, Maria i Eulàlia Anglada (vídua de Francesc Just), el comerciant Magí Just i Anglada i Isidre Català i Vives (tutor del menor Josep Antoni Sabater i Anglada). El 1778, Ortells va demanar permís per a obrir una finestra a la fàbrica, i novament el 1790 per a fer-hi noves reformes.
Francesc Just va morir el 1778, i el 1779, la finca va ser venuda en subhasta pública juntament amb altres propietats dels Formentí, i va ser adquirida pel comerciant Ignasi Creus per 18.000 lliures, que en va fer agnició de bona fe a les vídues Anglada i els seus hereus. Poc després, Eulàlia Anglada i el seu fill Magí hi renunciaren a favor de la seva germana Maria i Isidre Català i Vives, tutors del menor Josep Antoni Sabater i Anglada. El 1789, els representats dels creditors abandonaren el negoci, i el 1791, la societat es va renovar amb un capital net de 80.000 lliures, i Magí Just, Josep Antoni Sabater i Manuel Ortells com a socis. Segons Molas, aquesta es va dissoldre el 1798, i el 1800 la fàbrica va passar a mans de la societat Arnau Sala i Cia, de la qual n'eren socis Miquel Dot i Josep Antoni Sabater, i que el 1805 la van traspassar a Jacint Martí i Cia.
Josep Antoni Sabater i Anglada, membre de la Reial Acadèmia de Ciències i Arts de Barcelona i professor del Real Colegio Militar de Caballeros Cadetes de Segòvia, va morir a l'Espluga de Francolí, i la seva vídua Manuela va haver d'afrontar una sèrie de litigis, que es resolgueren el 1838 amb l'establiment en emfiteusi de la propietat a Arnau Sala. Segons la Guía de Forasteros en Barcelona del 1842, hi havia la fàbrica de teixits de cotó d'Antoni Mas i Burgada.
El 1845, Cecília Sala, filla d'Arnau i vídua del capità de navili Jacinto Baldasano, va establir la finca en emfiteusi a l'advocat Manuel Gibert, que poc després en va fer agnició de bona fe a l'indià Francesc Sala i Pi, cosí de Cecília. El 1847, els Sala la van establir en emfiteusi als germans Josep, Francesc i Pere Molins i Huguet, que l'any següent van dividir el terreny en tres parcel·les individuals i una d'indivisa (Sant Pere Mitjà, 67 i 69), on estaven construint dos edificis «siamesos», projectats per l'arquitecte Joan Vilà i Geliu. El 1849, Josep Molins va encarregar al mateix arquitecte un altre edifici a la seva parcel·la (Sant Pere Més Alt, 68), amb elements decoratius de terracota (per la qual cosa obtingué permís per a assolir 100 pams d'alçada), i que al llarg del temps va acollir els despatxos de diverses fàbriques tèxtils.